# كمال الدين فخار
ٍٍٍٍٍِ
كمال الدين فخار (1963 - 2019)، هو ناشط حقوقي وسياسي جزائري من المعارضين السياسيين الذين طالبو بالتغيير السياسي في منطقة غرداية. سُجن عدة مرات آخرها عام 2018 قبل أن يُفارق الحياة في السجن في 28 أيّار/مايو من عام 2019 بعد إضرابه عن الطعام.

## الحياة المُبكّرة
وُلد كمال الدين فخار سنة 1963 في غرداية. درسَ الطب واشتغل في المستشفيات الحكومية الجزائرية كطبيب ثمّ تخلى عن ممارسة مهنتهِ بعدما تعرض للفصل من قبل الإدارة المحليّة وعاد للعمل في مستوصف عمومي تابع للحكومة بعد سنوات من التوقف عن العمل.

## النشاط السياسي والحقوقي
تحوّل فخار للعمل الحقوقي ضمن صفوف الرابطة الجزائرية للدفاع عن حقوق الإنسان وتعرّض للاعتقال والسجن أكثر من مرة. التحقَ بجبهة القوى الاشتراكية سنة 1999 وترقى في المسؤوليات ليتولى منصبا في الأمانة الوطنية زيادةً على الإشراف على فدرالية غرداية؛ غير أنه طرد من الحزب سنة 2011 للاشتباه في دور له في حادثة اقتحام مسجد للمالكية بالمدينة في السنة ذاتها، وبناء على شكاوى مناضلين في الحزب بغرداية فضلًا عن انخراطه في حملة للإطاحة بالأمين الوطني الأول الأسبق كريم طابو.
سنة 2009 عقب دعوة مناضلي جبهة القوى الاشتراكية إلى إضراب للتجار، تمّ توقيفه رفقة عدد من مناضلي الحزب بينهم نائب رئيس البلدية  وتم اتهامه بالحرق العمدي لسيارة الشرطة مما اضطره للدخول في إضراب عن الطعام مدّة يومين أطلق سراحه إثرهما نسخة محفوظة 7 ديسمبر 2019 على موقع واي باك مشين..
قبض عليه على خلفيّة أحداث غرداية سنة 2015 وحكم عليه بالسّجن لمدة 18 شهرًا نافذة، وغادر السّجن بعد انقضاء مدّة الحكم.
اتهم كمال الدين فخّار بكونه مناصرا لحركة الماك الانفصالية التي يرأسها فرحات مهني، رغم عدم وجود دلائل واضحة عدا صورة له في تجمع الماك.
يوم 26 أفريل 2019 وفي بدايات الحراك الشعبي الجزائري، وجّهت عدد من التهم الخطيرة لكمال الدين فخار أودع على إثرها الحبس الاحتياطي دون أية محاكمة، مما اضطره للدخول في إضراب عن الطّعام أدّى إلى وفاته.

## الوفاة
تُوفيّ كمال يوم الثلاثاء الموافق لـ 28 أيار/مايو 2019 عن عمر ناهزَ 56 سنة بمستشفى فرانز فانون بالبليدة بعد تدهور وضعه الصحي في الجناح العقابي لمستشفى غرداية إثرَ دخوله في إضراب عن الطعام لمدّة 54 يوم. نُقل قبل وفاته بيوم على جناح السرعة إلى مستشفى البليدة، وهو في حالة إغماء، بعد المعاناة والإهمال الكبيرين اللذين تعرض لهما في مستشفى السجن.

### ردود الفعل
خلّفت وفاة كمال فخار ردود فعل قويّة في الداخل الجزائري حيثُ اتهمَ نور الدين بني سعد رئيس الرابطة الجزائرية للدفاع عن حقوق الإنسان أصابعَ الاتهام إلى السلطات الجزائرية وقالَ «إنّه كان يتوجب عليها أن تحافظ على حياته داخل السجن» مؤكدًا على طلبِ فتح تحقيقٍ في الموضوع لمعرفة الأسباب الحقيقيّة وراء وفاة الناشط الحقوقي. في ذات السياق؛ أدانت أحزاب المعارضة حادث وفاة فخار وحمّلت السلطة الجزائرية المسؤولية حيثُ قال محسن بلعباس وهوَ زعيم التجمع من أجل الثقافة والديمقراطية: «حان الوقت لكشف الحقيقة ... كمال الدين فخار هو سجين الرأي الثاني الذي يتوفى في غضون ثلاث سنوات بعد الصحافي محمد تالمات» ثمّ استفسر قائلًا: «كم ينبغي من عدد القتلى لكي يدرك مسيرو بلادنا أن النزاعات السياسية والاختلافات في الرأي لا تحل عبر عدالة تعسفية أو العنف المسلح أو القمع.» نفس الأمر فعلهُ حزب العمال بزعامة لويزة حنون الذي حمّل هو الآخر النظام الجزائري مسؤولية وفاة كمال الدين فخار، في حين طالبَ حزب جبهة القوى الاشتراكية – وهوَ الحزب الذي كان ينتسبُ له كمال – طالبَ بكشف الحقيقة كما دعا إلى إطلاقٍ فوري لجميع المعتقلين السياسيين والمدافعين عن حرية الرأي الذي يقبعون في السجون الجزائرية.
أشار محامي كمال الدين فخار الأستاذ «صالح دبوز» إلى أنّ كمال الدين أخبره قبل موته بأن «موته قد برمج»، ولذلك فإنه يحمّل مسؤولية وفاته للنائب العام وقاضي التحقيق ورئيس غرفة الإتهام، وكذلك مدير مستشفى غرداية وطاقمه.
على المستوى الدولي نشرت منظمة العفو الدولية بيانًا أكّدت فيهِ على أن ما حدث لكمال الدين هو بمثابة «وصمة عار» للنظام الجزائري فيما قالت مديرة حملات التوعية في شمال أفريقيا في المنظمة: «كان من المفروض عدم توقيف فخار أساسًا. يتوجبُ على السلطات الجزائرية أن تفتح فورًا تحقيقًا محايدًا وغير منحازٍ لمعرفة ظروف وفاته فضلًا عن تقديم أمام العدالة كل شخص له مسؤولية جزائية في هذه القضية.»

## قبر مدنس
تم يوم الخميس 18 يوليو 2019، تدنيس قبر كمال الدين فخار المدفون بمقبرة العالية بالجزائر العاصمة. وكانت زوجة الفقيد زهيرة فخار هي التي أبلغت عن هذا الفعل عبر صفحتها على فيسبوك، موضحة: “في لفتة جريئة واستفزازية للغاية، تعرض قبر زوجي المرحوم كمال الدين فخار لهجوم خطير وتدمير شبه كامل”. بواسطة مجهولين ».
وبحسب "الوطن"، فإن القاعدة الممزقة تحمل نصاً ربما لم يكن يرضي المنتهكين ورعاتهم: "أموت، يحيا المزاب، مقتولاً في السجن". ولم يبق على حاله سوى شاهدي القبر اللذين يحملان تاريخ ميلاد ووفاة الناشط (1963-2019) والبسملة وآية من القرآن الكريم.